# Hydra minima
Hydra minima är en nässeldjursart som beskrevs av Forrest 1963. Hydra minima ingår i släktet Hydra och familjen Hydridae. Inga underarter finns listade i Catalogue of Life.